# Dingolfing
Dingolfing é uma cidade da Alemanha, localizado no distrito de Dingolfing-Landau, no estado da Baviera a 100 quilômetros de sua capital Munique.

## Economia
O setor industrial com maior importânca na região de Dingolfing-Landau é a construção de automóveis. Na cidade de Dingolfing está situada a maior planta de produção de veículos do grupo BMW na Europa, produzindo diariamente cerca de 1500 veículos das séries 4, 5, 6, 7 e 8 da empresa (além do modelo elétrico BMW iX).